# Едгар Франк Код
Едгар Франк „Тед“ Код (енгл. Edgar Frank "Ted" Codd; Портланд, Дорсет, 23. август 1923 — острва Вилијамс, 18. април 2003) је био британски информатичар који је дао значајан допринос теорији релационих база података (релациона алгебра).
У време док је радио за IBM, створио је релациони модел за управљање базама података. Иако је то није његов једини значајни допринос рачунарству, релациони модел, врло утицајна општа теорија манипулације подацима, остаје његово најзначајније достигнуће.
Једна од нормализованих форми, Бојс-Кодова нормализована форма, је добила свој назив по Коду.

## Биографија
Едгар Франк Код је рођен у Портланду, Енглеска. Након што је завршио Гимназију Пул (Poole Grammar School), студирао је математику и хемију на Егзетер колеџу у оквиру Оксфорда, да би потом служио као пилот у Британској краљевској авијацији за време Другог светског рата. Прешао је у Њујорк 1948, да би радио у IBM-у као математичар - програмер. Пет година касније, љут на сенатора Џозефа Макартија, Код се преселио у Отаву, Канада. Деценију касније вратио се у САД где је докторирао рачунарство на Универзитету Мичиген у Ен Арбору. Две године потом преселио се у Сан Хозе, Калифорнија да би радио у IBM-овом Алмаден центру за истраживање. 
Током шездесетих и седамдесетих година двадесетог века радио је на својим теоријама уређивања података, издавши 1970. године рад под насловом "A Relational Model of Data for Large Shared Data Banks" ("Релациони модел података за велике базе података са више корисника"), након што је годину дана раније изашао један његов интерни рад писан за IBM. На Кодово разочарење, испоставило се да IBM није био заинтересован да искористи његове сугестије све док нису почеле да их имплементирају супарничке куће.
у почетку, IBM је одбио да имплементира релациони модел да би сачувао приходе које је имао од свог ИМСа. Код је затим показао IBM-овим купцима потенцијал имплементације свог модела, а они су, заузврат, извршили притисак на IBM. Као последица тога, IBM је у свој Future System пројекат укључио System R потпројекат — али је за њега задужио људе који нису били довољно упознати са Кодовим идејама, и изловао их је од Кода. Резултат свега тога је био да они нису користили Кодов Алфа језик, већ су створили нерелациони језик, SEQUEL. И поред тога, SEQUEL је био толико надмоћан у односу на системе који су претходили релационом, да га је Лери Елисон копирао, према информацијама које су се износиле на конференцијама на којима је најављиван, у свом Oracle DBMS, који је стигао на тржиште пре SQL/DS — због тада већ успостављеног власничког статуса над изворним термином, SEQUEL је преименован у SQL.
Код је наставио са развијањем свог релационог модела, понекад у сарадњи са Крисом Дејтом.
Како је релациони модел почео да бива популаран раних осамдесетих, Код је водио понекад грубе битке у спречавању злоупотребе термина од стране вендора база података који су само направили релациону облогу на старој технологији. Као део своје кампање, објавио је својих 12 правила којима је хтео да дефинише како треба да изгледа релациона база података. Његова борба је обухватила и SQL језик, који је посматрао као неправилну имплементацију своје теорије. Све то је отежало његову позицију у IBM-у, и приморало га да напусти своје радно место да би основао сопствену консултантску фирму са Крисом Дејтом и другим сарадницима.
Едгар Код је сковао термин OLAP и поставио дванаест правила OLAP-а, иако она никад нису у потпуности била прихваћена пошто се сазнало да је његов рад на ту тему био наручен од стране вендора софтвера; такође је проширио идеје релационог модела да би покрио проблем дизајна базе података у свом RM/T. Дао је и значајан допринос знању у пољу целуларних аутомата.
Код је 1981. године примио Тјурингову награду а 1994. је постао члан ACM-а. 
Едгар Ф. Код је умро од последица срчаног удара у својој кући на Флориди у 79. години, 18. априла, 2003. године
- Архивирано на веб-сајту  (4. јун 2011)